# Ferrari 4RM
Ferrari 4RM (sigla di 4 Ruote Motrici) è il sistema di trazione integrale permanente ideato e sviluppato dalla casa automobilistica italiana Ferrari. La prima vettura a beneficiare di quest'innovazione è la Ferrari FF, presentata nel 2011 in occasione del salone dell'auto di Ginevra.

## Funzionamento

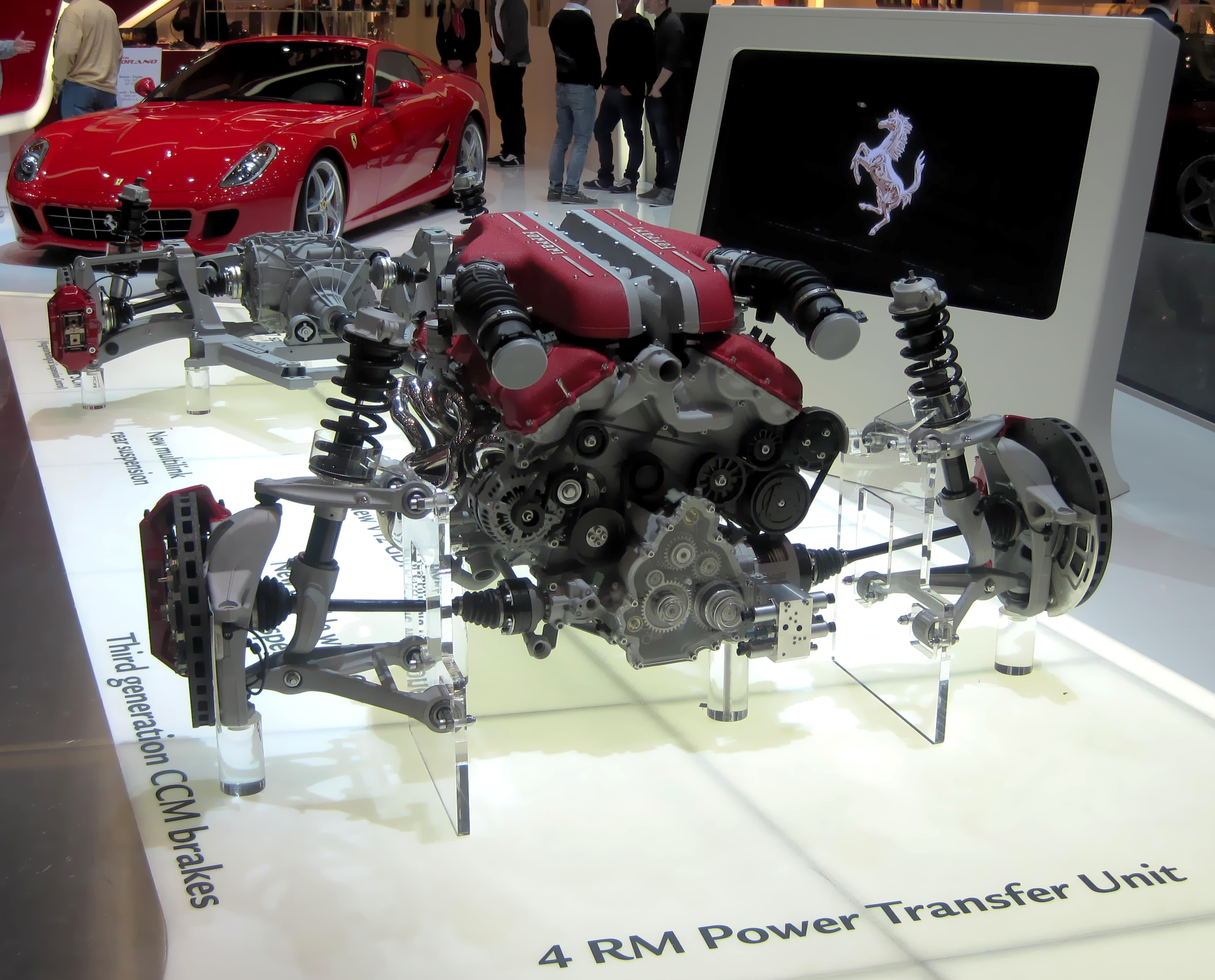
Immagine del sistema 4RM

La parte più importante della trazione integrale è la Power Transfer Unit (PTU), un differenziale con funzione elettronica di ripartitore di coppia motrice (torque vectoring). Il sistema è posizionato sull'asse anteriore ed è collegato direttamente all'albero motore con un sistema di ruote dentate. La compattezza globale del sistema, assicura al sistema 4×4 Ferrari un peso inferiore del 50% rispetto ai modelli più diffusi oltre che garantire una minor dissipazione di potenza lungo tutta la catena cinematica per via del collegamento quasi diretto fra motore e PTU, inoltre si riducono i tempi di risposta del 30%.

### Descrizione del funzionamento
La trazione principale resta sempre quella posteriore, nella quale viene inizialmente inviata tutta la coppia motrice. A seconda delle condizioni in cui l'autovettura sta viaggiando, la PTU provvede a trasferire la coppia motrice necessaria sull'asse anteriore, che viene ripartita su ogni singola ruota grazie a due frizioni montate nella PTU.
La trazione 4RM si integra completamente con il controllo della trazione E-Track e con il differenziale E-Diff che sono incaricati di ripartire la coppia sulle singole ruote dell'asse posteriore.